# FC 벨시나 바브루이스크
FC 벨시나 바브루이스크(벨라루스어: ФК Белшына Бабруйск, 러시아어: ФК Белшина Бобруйск)는 바브루이스크를 연고로 하는 벨라루스의 축구 클럽이다. 현재는 벨라루스의 2부 축구 리그인 벨라루스 1부 리그에 참가하고 있다.

## 성적
- 벨라루스 프리미어리그 우승 1회 (2001), 준우승 1회 (1997), 3위 2회 (1996, 1998)
- 벨라루스컵 우승 3회 (1997, 1999, 2001)

## 선수 명단

### 현역
- 발레리 포토로차(2024 ~ )

### 역대
틀:벨라루스 1부 리그